# Noël Milarew Odingar
Noël Milarew Odingar (ur. 1932, zm. 4 maja 2007) – czadyjski oficer, który w latach od 13 kwietnia do 15 kwietnia 1975 pełnił obowiązki prezydenta Czadu a następnie był jednym z dziewięciu członków Najwyższej Rady Wojskowej, junty, która rządziła Czadem w latach 1975-1978.
Wywodził się z ludu Sara, zamieszkującego południe Czadu. Ukończył francuską akademię wojskową i został pilotem. W 1965 w stopniu majora objął stanowisko dowódcze w Siłach Zbrojnych Czadu. Wybór ten potwierdzał dominację polityczną ludu Sara w rządzie niepodległego kraju.
Połowa lat 60. XX w. była okresem coraz wyrazistszych podziałów etnicznych, społecznych i politycznych w Czadzie. W 1966 r. powstało rebelianckie ugrupowanie FROLINAT, reprezentujące interesy ludności zamieszkującej północne, muzułmańskie regionu kraju. W wyniku działania FROLINAT-u rząd w Ndżamenie praktycznie utracił kontrolę nad ogarniętą wrzeniem północą kraju. Prezydent François Tombalbaye zwrócił się wówczas do Francji, byłego mocarstwa kolonialnego, z prośbą o pomoc w przywróceniu kontroli rządu nad całością terytorium czadyjskiego. Decyzji prezydenta Tombalbaye sprzeciwiły się tylko dwie osoby: minister Antoine Bangui oraz pułkownik Odingar, uważając, iż francuska interwencja może zagrozić suwerenności Czadu.
W ostatnich latach rządów prezydenta Tombalbaye narastał w wojsku ferment, wywołany niezadowoleniem z prowadzonej przez prezydenta polityki wewnętrznej. Złożyły się na to także fatalne decyzje personalne, takie jak uwięzienie w 1973 roku pułkownika Félixa Mallouma, szefa sztabu wojsk czadyjskich. Zarządzona przez Tombalbaye czystka w strukturach siłowych oraz aresztowanie dowódców żandarmerii (policji wojskowej) w 1975 roku doprowadziło ostatecznie do zamachu stanu. Gdy rankiem 13 kwietnia oddziały żandarmerii zaatakowały Pałac Prezydencki, Odingar przyłączył się do zamachowców, przybywając z posiłkami i obejmując dowodzenie podczas walk z gwardią prezydencką. Walki zakończyły się opanowaniem Pałacu Prezydenckiego. Wkrótce potem Odingar ogłosił przez radio śmierć prezydenta Tombalbaye oraz objęcie władzy. W radiowym wystąpieniu pułkownik Odingar oskarżył François Tombalbaye o doprowadzenie do podziału kraju, wywołanie waśni międzyplemiennych oraz upokorzenie oficerów.
Odingar pełniący po zamachu obowiązki głowy państwa zablokował drogi wiodące do stolicy oraz wprowadził godzinę policyjną, zakazał działalność partiom politycznym oraz zawiesił konstytucję. Félix Malloum oraz inni oficerowie uwięzieni przez obalonego prezydenta zostali natychmiast uwolnieni. Dwa dni po zamachu (15 kwietnia) ukonstytuowała się Najwyższa Rada Wojskowa (fr. Conseil Superieur Militaire), dziewięcioosobowa junta, której przewodniczącym został Félix Malloum. To właśnie jemu Odingar przekazał władzę w kraju, sam stając się członkiem Rady oraz uzyskując stanowisko szefa sztabu.